# Real na Yume no Jōken
 (mars 2012).
Si vous disposez d'ouvrages ou d'articles de référence ou si vous connaissez des sites web de qualité traitant du thème abordé ici, merci de compléter l'article en donnant les références utiles à sa vérifiabilité et en les liant à la section « Notes et références ».
Singles de Wink
Furimukanaide
(1992) Eien no Lady Doll
(1993)
Real na Yume no Jōken (リアルな夢の条件) est le 16e single du duo japonais Wink.

## Présentation
Le single sort le 21 octobre 1992 au Japon sous le label Polystar, trois mois seulement après le précédent single du groupe, Furimukanaide. Il atteint la 10e place du classement de l'Oricon, et reste classé pendant quatre semaines, se vendant à 90 000 exemplaires durant cette période.
Les deux titres du single figureront sur l'album Nocturne qui sortira un mois plus tard. La chanson-titre Real na Yume no Jōken figurera aussi sur les compilations de singles Raisonné de 1992 et Wink Memories 1988-1996 de 1996 ; un extrait en sera remixé sur l'album de remix Jam the Wink de 1996.
Le titre en "face B", Mujitsu no Objet (pour "objet d'art"), est une reprise adaptée en japonais de la chanson Invincible de Pat Benatar sortie en single en 1985. Il figurera aussi sur la compilation de "faces B" Back to Front de 1995.

## Liste des titres
Toutes les paroles sont écrites par Neko Oikawa (paroles originales de Invincible : Simon Climie, Holly Knight).
| 1. | Real na Yume no Jōken (リアルな夢の条件) | Osny Melo                  |  |
| 2. | Mujitsu no Objet (無実のオブジェ)        | Simon Climie, Holly Knight |  |